# Australian Open
L'Australian Open è il primo dei quattro tornei annuali di tennis del Grande Slam. Si tiene ogni anno a Melbourne in Australia durante la terza e la quarta settimana di gennaio. Inizialmente disputato sui campi d'erba di Kooyong, il torneo rischiò di scadere nell'irrilevanza, ma venne rivitalizzato negli anni ottanta con lo spostamento a Melbourne Park su nuovi campi in cemento.
Il campo centrale, la Rod Laver Arena, può ospitare 20 000 spettatori a sedere e, come il campo numero uno ristrutturato e denominato Margaret Court Arena (in precedenza Hisense Arena), e la John Cain Arena, è dotato di copertura mobile e può essere dunque richiuso in caso di pioggia o caldo estremo. È stato il primo torneo del Grande Slam in cui si è potuto giocare al coperto. Negli anni è cambiata la superficie di gioco varie volte, passando dall'erba al Rebound Ace, al Plexicushion, e dal 2020 viene utilizzato il GreenSet, una superficie sintetica in acrilico duro.
Tale competizione non è stata sempre la prima della stagione: nel 1977 fu spostata in coda al gruppo dei tornei dello Slam e per questa ragione in tale anno se ne tennero due edizioni, una in gennaio e un'altra in dicembre; la consuetudine di disputare gli Australian Open come ultimo torneo durò fino al 1985: in tale anno quell'edizione di torneo, ancorché disputata in dicembre, divenne la prima prova della stagione 1986 e, dal 1987, riprese il suo posizionamento a gennaio fino ad oggi.

## Storia

### Era pre-Open (1905-1968)

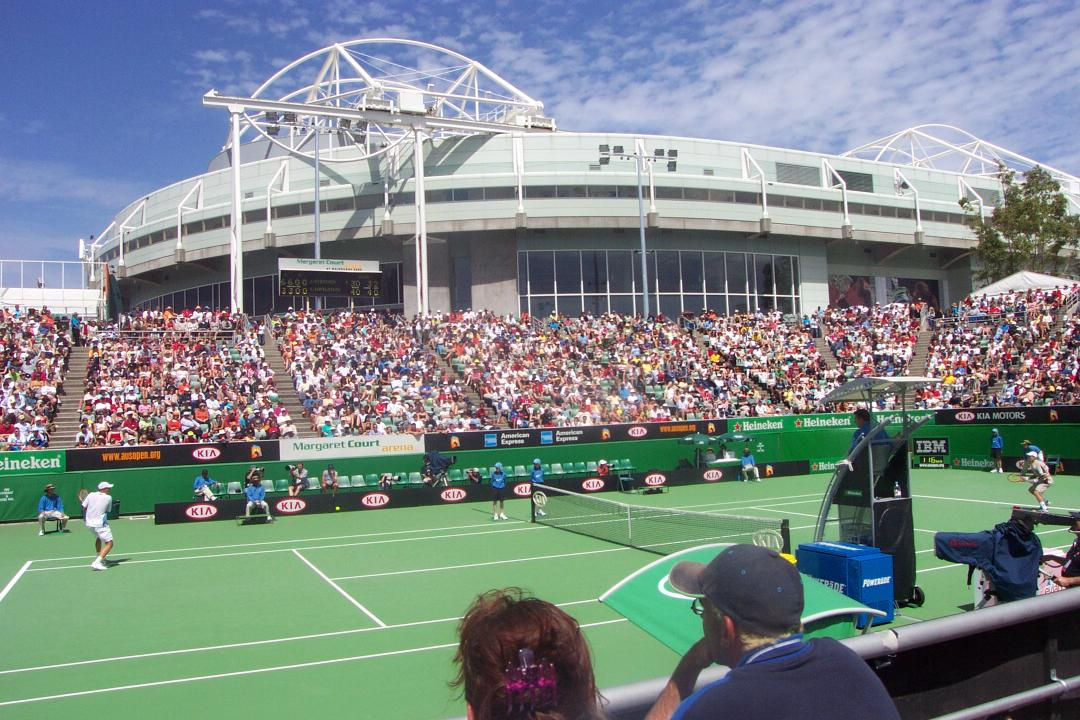
La Margaret Court Arena degli Australian Open. La Rod Laver Arena, il campo centrale, è sullo sfondo. Da notare il colore verde della superficie, tipica del Rebound Ace

L'Australian Open, torneo gestito da Tennis Australia, già conosciuta come Lawn Tennis Association of Australia (LTAA), si giocò per la prima volta al Warehouseman's Cricket Ground (conosciuto oggi come Albert Riserva Tennis Centre) di St. Kilda Road a Melbourne nel 1905.
Il torneo era prima conosciuto come Australasian Championships, successivamente Australian Championships dal 1927 e Australian Open dal 1969. Dal 1905 l'Australian Open è stato organizzato in cinque città australiane e due città della Nuova Zelanda: rispettivamente Melbourne, Sydney, Adelaide, Brisbane, Perth; Christchurch (nel 1906) e Hastings (nel 1912). Nel 1972 si è deciso di disputare il torneo al Kooyong Lawn Tennis Club di Melbourne perché la località aveva attratto il maggior numero di proventi rispetto alle altre.
Melbourne Park (prima conosciuto come Flinders Park) è stato costruito per il torneo del 1988 per soddisfare le esigenze di un torneo, che aveva superato la capacità di Kooyong. Il passaggio a Melbourne Park è stato un successo immediato, con un 90 per cento di aumento in presenze nel 1988 (266.436) rispetto all'anno precedente a Kooyong (140.000).
All'inizio, a causa della lontananza geografica, pochissimi giocatori stranieri partecipavano al torneo. Nel 1920 il viaggio in nave dall'Europa all'Australia durava circa 45 giorni. I primi tennisti a usare l'aereo furono i giocatori della Nazionale di Coppa Davis degli Stati Uniti nel novembre del 1946. Anche all'interno del Paese molti giocatori non potevano viaggiare facilmente. Quando il torneo si svolse a Perth, nessun giocatore si era potuto spostare dalle provincie di Victoria e del Nuovo Galles del Sud con il treno, perché la distanza tra le coste est e ovest è di circa 3.000 km. Quando si disputò a Christchurch nel 1906, tra i 10 giocatori partecipanti solo due erano australiani e il torneo fu vinto da un neozelandese.
Le prime edizioni degli Australasian Championships risentirono della concorrenza degli altri tornei dell'Australasia. Prima del 1905 tutti gli Stati australiani e la Nuova Zelanda disputavano i rispettivi campionati statali: il primo fu organizzato nel 1880 a Melbourne e venne chiamato Championship of the Colony of Victoria (in seguito Championship of Victoria o Victorian Championships). In quegli anni i due giocatori più forti, l'australiano Norman Brookes (il cui nome ora è scritto sul trofeo del singolare maschile) e il neozelandese Anthony Wilding non disputarono questo torneo. Brookes l'ha disputato una sola volta e l'ha vinto nel 1911 e Wilding ha partecipato e vinto il torneo per due volte (1906 e 1909). I loro incontri nei Victorian Championships e a Wimbledon sono stati tra i più combattuti e hanno contribuito a farli considerare i migliori giocatori dell'Australasia. Anche quando gli Australasian Championships si svolsero a Hastings, in Nuova Zelanda, nel 1912, Wilding, anche se per tre volte campione di Wimbledon, non tornò nel suo Paese d'origine per disputare il torneo. Questo è stato un problema ricorrente per tutti i giocatori dell'epoca. Brookes si recò solo tre volte in Europa, dove vinse per due volte il torneo di Wimbledon e raggiunse una volta il challenge round. Molti giocatori famosi non hanno mai giocato gli Australian Championships; tra questi ci sono i gemelli William Renshaw ed Ernest Renshaw, i fratelli Reginald Doherty e Laurence Doherty, William Larned, Maurice McLoughlin, Beals Wright, Bill Johnston, Bill Tilden, René Lacoste, Henri Cochet, Bobby Riggs, Jack Kramer, Ted Schroeder, Pancho Gonzales, Budge Patty, Manuel Santana, Jan Kodeš.
Norman Brookes, Ellsworth Vines, Jaroslav Drobný, Manuel Orantes, Ilie Năstase (a 35 anni) e Björn Borg hanno partecipato una sola volta.

### L'era Open sull'erba (1969-1987)

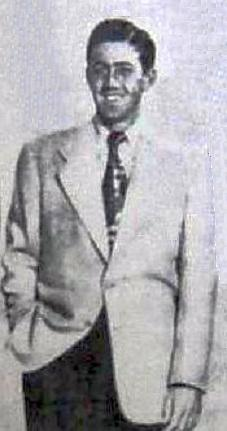
L'australiano Ken Rosewall

Nel 1969 si disputò il primo Australian Open a Brisbane. Il torneo era aperto a tutti i giocatori, compresi i professionisti che non erano ammessi nel circuito amatoriale dei Major. Tuttavia, ad eccezione del 1969 e del 1971, molti dei migliori giocatori non parteciparono a questa manifestazione fino al 1982, a causa della lontananza, la data scomoda (verso Natale e Capodanno) e il montepremi molto basso. Nel 1970 il National Tennis League (NTL), che contava tra le sue file Rod Laver, Ken Rosewall, Andrés Gimeno, Pancho Gonzales, Roy Emerson e Fred Stolle, impedì ai suoi giocatori di prendere parte al torneo, perché le garanzie erano insufficienti, e il torneo fu vinto da Arthur Ashe.
L'edizione del 1969 a Brisbane rappresentò la prima tappa del secondo Grande Slam di Rod Laver, che batté in finale lo spagnolo Andrés Gimeno. Tra le donne trionfò ancora una volta Margaret Smith Court, che ebbe la meglio sulla sua rivale Billie Jean King. L'anno successivo Arthur Ashe interruppe il dominio australiano, aggiudicandosi per la prima volta il major australiano dopo le due sconfitte patite da Roy Emerson nel 1966 e nel 1967. Il dominio della Smith invece andò avanti fino al 1973, con la sola eccezione del 1972, anno in cui la spuntò la britannica Virginia Wade.
Dopo le vittorie degli australiani Ken Rosewall e John Newcombe nel 1974, Jimmy Connors, mancino dal rovescio a due mani, ottenne la sua prima e unica vittoria in Australia. Connors batté in quattro set Phil Dent e si aggiudicò il primo dei tre Slam vinti in quell'anno e di otto in totale nella sua lunga carriera. Nel 1974 Chris Evert giocò per la prima volta in Australia, perdendo la sua prima finale di un torneo del Grande Slam contro Evonne Goolagong, alla sua prima di quattro vittorie consecutive. John Newcombe si prese la rivincita in finale contro Connors l'anno successivo, mentre tra le donne raggiunse la sua prima finale dello Slam anche Martina Navrátilová, fermata anche lei dall'aborigena Goolagong.
Nel 1976 vinse a sorpresa Mark Edmondson, che rimane tutt'oggi il giocatore con più basso ranking (212º del mondo) a vincere un torneo del Grande Slam e che non entrerà mai nella top ten. Edmonson, per arrivare al titolo, sconfisse in semifinale Ken Rosewall e in finale John Newcombe, rimanendo tuttora l'ultimo vincitore australiano del torneo.
Nel 1977 gli organizzatori decisero di spostare il torneo da gennaio a dicembre, confidando che diventasse un appuntamento irrinunciabile per chi avesse la possibilità di centrare il Grande Slam. Ma le cose non migliorarono, ed anzi il tabellone si impoverì ulteriormente. Nella doppia edizione del 1977, una giocata a gennaio e una a dicembre, vinsero Roscoe Tanner su Guillermo Vilas e Vitas Gerulaitis su John Lloyd tra gli uomini, Kerry Reid su Dianne Balestrat e Evonne Goolagong su Helen Gourlay tra le donne.
Tra il 1978 e il 1982 gli Australian Open vissero il loro momento peggiore. I più forti tennisti non partecipavano al torneo, Bjorn Borg fallì per due volte la conquista degli US Open, rinunciando alla trasferta australiana, e così i suoi diretti antagonisti. Ne approfittò Guillermo Vilas, che fece doppietta tra il 1978 e il 1979. L'argentino, pur essendo uno specialista delle superfici lente, centrò il bis sull'erba veloce sfruttando l'assenza dei migliori giocatori del mondo, tanto che nelle due finali batté due tennisti di media classifica, quali John Marks e John Sadri. Ancora meno qualificato fu il torneo femminile, che vide vincere Chris O'Neil e Barbara Jordan.
Nel torneo maschile i migliori tennisti del mondo non parteciparono per ancora tre anni, quando vinsero Brian Teacher e Johan Kriek (per due volte).
Nel 1983 Ivan Lendl, John McEnroe e Mats Wilander disputarono la manifestazione. Wilander vinse il titolo del singolare. Dopo l'edizione del 1983, l'International Tennis Federation indusse la Lawn Tennis Association of Australia a cambiare il sito del torneo, perché lo stadio Kooyong era inadeguato ad ospitare un grande evento, e nel 1988 il torneo si disputò per la prima volta presso il Flinders Park (più tardi rinominato Melbourne Park), che usava come superficie il Rebound Ace.

### Il cambio della superficie (1988-1999)

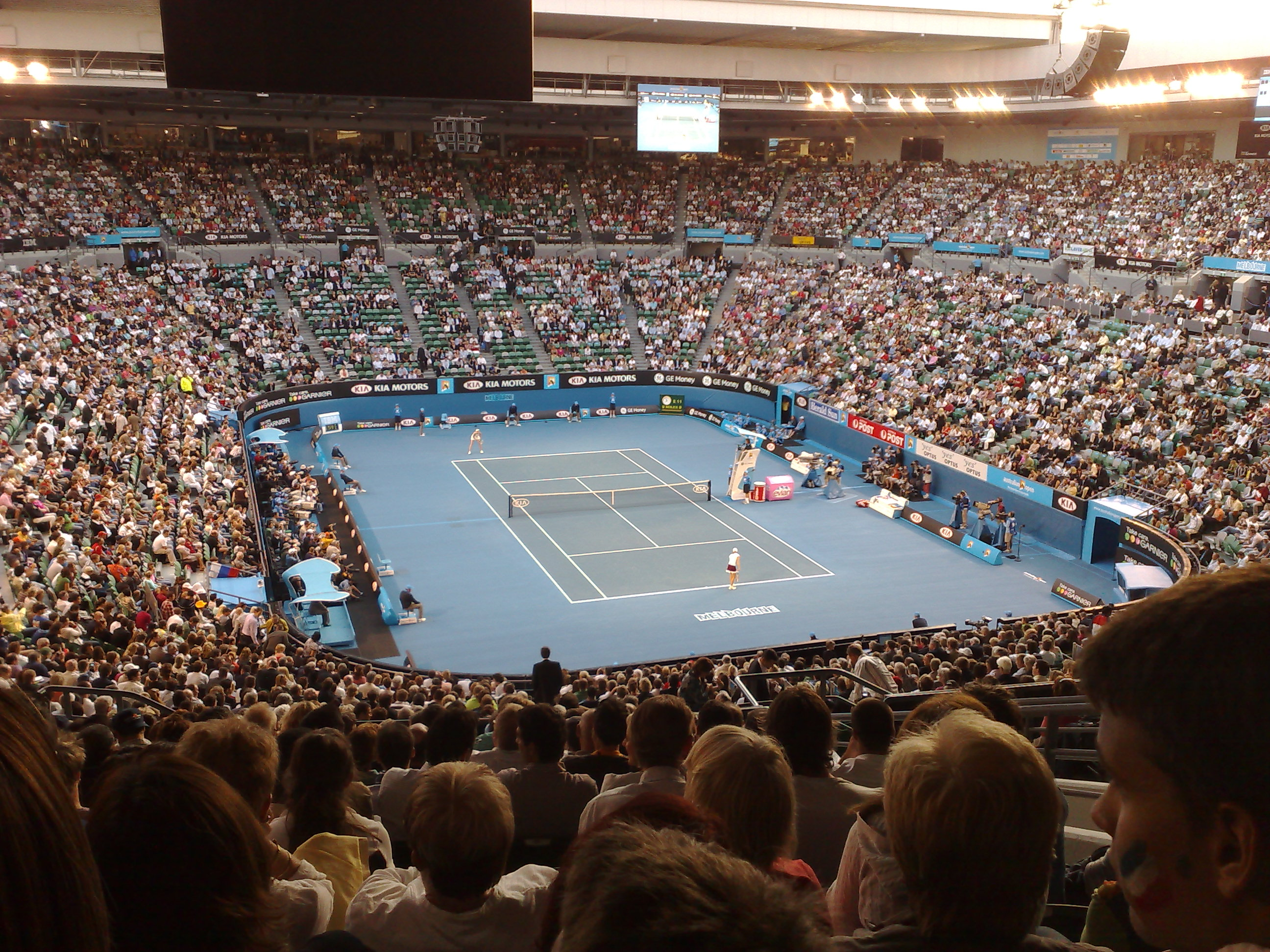
La Rod Laver Arena con la superficie blu, tipica del Plexicushion

Nel 1988 il torneo cambiò: non venne più utilizzata l'erba e le tribune non furono più di legno; la nuova superficie fu il cemento gommoso denominato Rebound Ace e gli impianti adottati erano di stampo avveniristico. Dopo questa rivoluzione nessuno rinunciò allo Slam maggiormente all'avanguardia dell'anno, che gli valse il soprannome di Happy Slam tutt'oggi usato, e d'allora in avanti gli Australian Open tornarono definitivamente all'altezza degli altri tre major.
Nel 1988 il vincitore fu per la terza volta Mats Wilander, capace di adattarsi subito alla nuova superficie, così come era in grado di mutare il suo gioco a seconda degli avversari. Per la seconda volta consecutiva fu l'australiano Pat Cash ad essere sconfitto in finale, dopo essere riuscito nell'impresa di eliminare al turno precedente Ivan Lendl.
Tra le donne invece emerse Steffi Graf, che inaugurò il suo straordinario 1988, in cui realizzò il cosiddetto Grande Slam d'oro: il Grande Slam più la medaglia d'oro olimpica, battendo in finale Chris Evert. L'americana, prossima al ritiro, raggiunse così il record di sei partecipazioni agli Australian Open con altrettante finali, due vittorie e quattro sconfitte.
Ivan Lendl vinse nel 1989 e nel 1990. Nel 1989 sconfisse in finale il connazionale Miloslav Mečíř e nel 1990 Stefan Edberg, che fu però costretto al ritiro a metà della finale.
Negli stessi anni la tedesca Steffi Graf vinse nelle due finali contro Helena Suková e Mary Joe Fernández.
Nel 1991 partì la riscossa di Boris Becker, alla sua prima vittoria in terra australiana, che batté Ivan Lendl, alla sua diciannovesima e ultima finale in uno Slam.
Monica Seles ottenne tre vittorie consecutive nel singolare femminile. La diciassettenne jugoslava conquistò il titolo battendo Jana Novotná nel 1991, Mary Joe Fernández nel 1992 e Steffi Graf nel 1993. Dopo due anni di assenza dalla competizione a seguito dell'aggressione subita nel 1993, Seles vinse l'edizione del 1996, battendo Anke Huber in finale.
Il biennio 1992-1993 vide un'altra doppietta tra gli uomini, quella di Jim Courier, che era in quegli anni al top della sua carriera e batté per due volte consecutive in quattro set Stefan Edberg.

### Gli anni 2000
Negli anni 2000 ci sono stati 6 vincitori diversi, sia tra gli uomini che tra le donne. Il protagonista nella prima metà del decennio fu Andre Agassi, tre volte vincitore nel 2000, 2001 e 2003. Nel 2000 a contendergli la vittoria fu ancora Evgenij Kafel'nikov, alla sua seconda finale consecutiva, ma Andre, perso il primo set, conquistò la vittoria vincendo gli altri parziali.

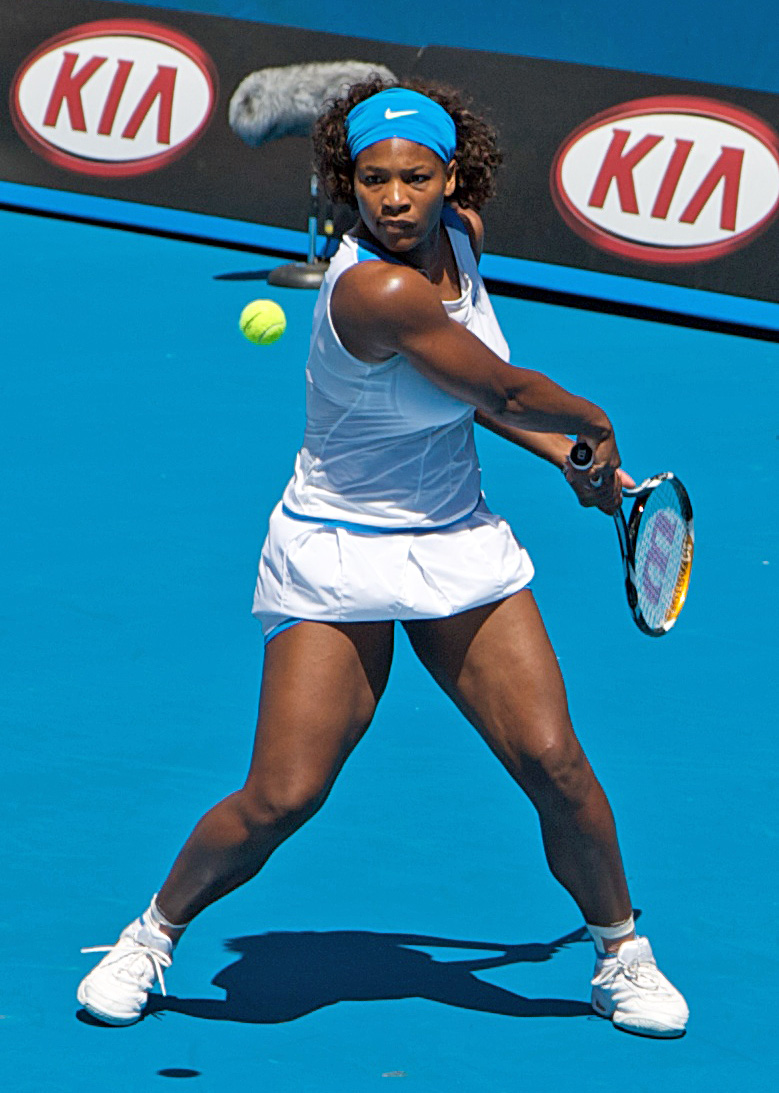
Serena Williams vincitrice di 7 edizioni del torneo

Nelle altre due finali batté Arnaud Clément nel 2001 e Rainer Schüttler nel 2003. Con quest'ultima vittoria Agassi divenne con quattro successi nell'era Open, il tennista più vincente fino a quel momento in Australia.

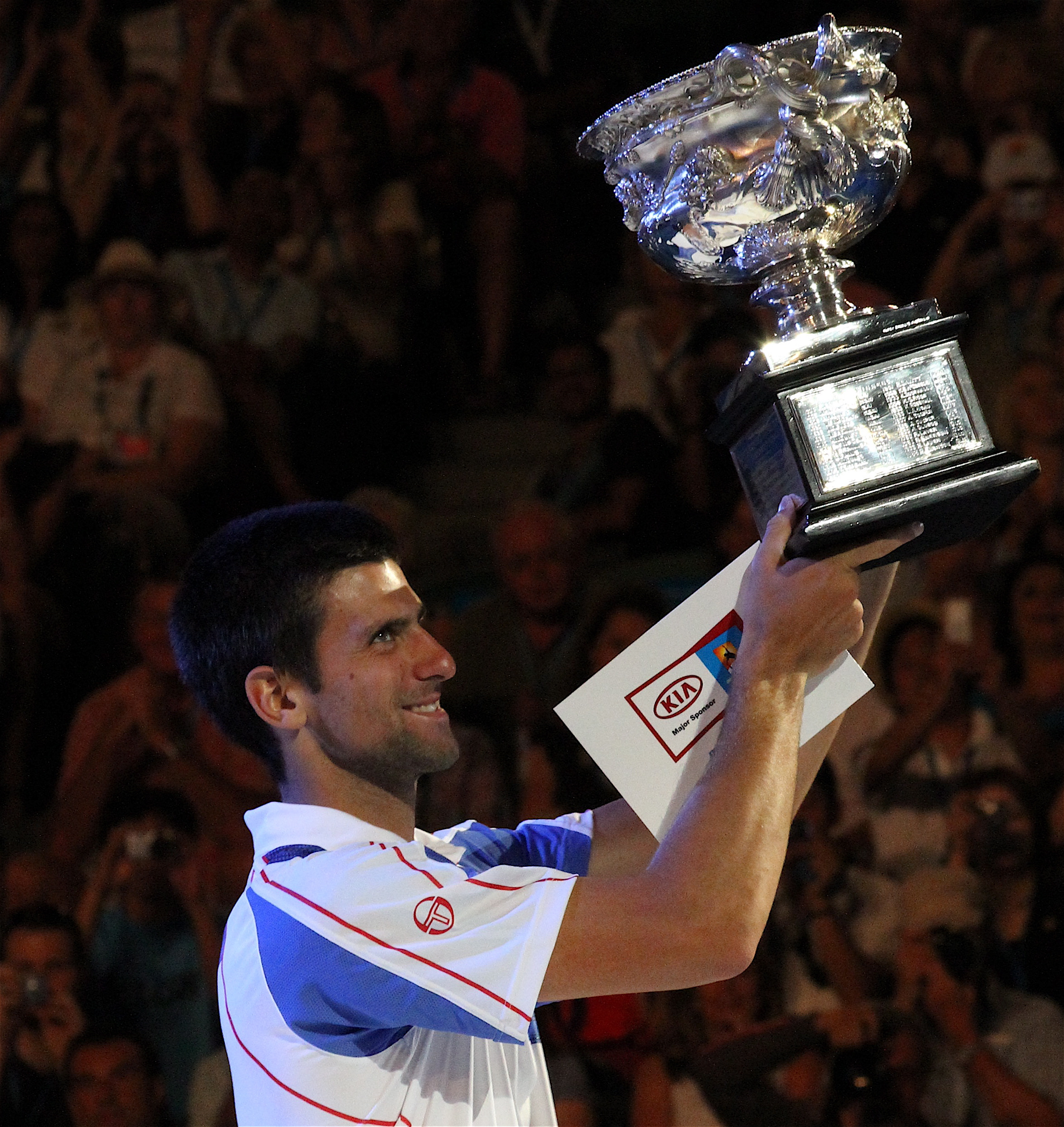
Novak Đoković vincitore di 10 edizioni del torneo

La vittoria di Thomas Johansson nel 2002 rappresentò una delle più grosse sorprese nella storia di questo torneo. Partito come testa di serie numero sedici, lo svedese trovò Marat Safin in finale. Il russo, che aveva battuto tra gli altri Sampras e Tommy Haas, arrivò al turno conclusivo largamente favorito, ma perse per 3-6, 6-4, 6-4, 7-6(4).
Tra le donne, dopo tre vittorie consecutive, Martina Hingis raggiunse altrettante finali, perdendole tutte. Lindsay Davenport nel 2000, Jennifer Capriati nel 2001 e 2002 sconfissero la svizzera.
Negli anni dispari si registrarono le vittorie di Serena Williams nel 2003, 2005, 2007 e 2009. Il suo primo trionfo in terra australiana avvenne contro la sorella Venus. Più agevoli furono le altre vittorie contro Lindsay Davenport nel 2005 (6-0 al terzo), Šarapova (2007) e Safina (2009), entrambe capaci di vincere solo tre game.
Il 2004 fu l'anno della prima sfida tra le belghe Justine Henin e Kim Clijsters. Ebbe la meglio Henin alla prima e unica vittoria in Australia. Nel 2006 e nel 2008 vinsero rispettivamente Amélie Mauresmo e Sharapova: la francese approfittò del ritiro della Henin, mentre la russa vinse contro la Ivanović.
Roger Federer raggiunse sei vittorie su sette finali in Australia, a partire dal 2004, quando batté Safin. Questi si prese la rivincita l'anno successivo, sconfiggendo l'elvetico in un'intensa semifinale e battendo il primo finalista australiano dai tempi di Cash, Lleyton Hewitt.
Il biennio 2006-2007 fu dominato da Federer, che giocò otto finali di Slam, vincendone sei. A Melbourne affrontò due finalisti a sorpresa, Marcos Baghdatis nel 2006 e Fernando González nel 2007. Il cipriota fu in grado di togliergli un set, mentre González arrivò al massimo al tie-break. Lo svizzero perse poi l'edizione 2009 con Nadal in una intensa finale in 5 set e si aggiudicò quella del 2010, battendo in 3 set lo scozzese Andy Murray. L'edizione 2011 fu invece vinta dal serbo Novak Đoković, che batté in 3 set Murray.
L'edizione nº 100, disputata nel 2012, vide in finale il nº 1 al mondo Đoković, vincitore in semifinale su Murray dopo una partita di 4 ore e 50 minuti, ed il nº 2 Rafael Nadal, a sua volta vincitore dell'altra semifinale contro Federer. Dopo 5 ore e 53 minuti Đoković ebbe la meglio, riconfermandosi campione. La finale nº 100 è stata la più lunga nella storia di tutti gli Slam. Nel 2013 fu ancora Đoković a vincere in finale contro Murray. L'anno successivo vinse il primo Slam della sua carriera lo svizzero Stanislas Wawrinka, che batté in finale lo spagnolo Rafael Nadal, che durante il corso del secondo set accusò dei dolori alla schiena, ma che concluse comunque il match, che terminò con il punteggio di 6-3, 6-2, 3-6, 6-3. Nel 2017 Federer, rientrante da un lungo infortunio al ginocchio, conquistò il suo quinto titolo a Melbourne, battendo in finale Nadal con il punteggio di 6-4, 3-6, 6-1, 3-6, 6-3 in 3 ore e 37 minuti di gioco. Lo svizzero si ripeté l'anno seguente, quando sconfisse Marin Čilić.
Tra le donne, nel 2017 Serena Williams stabilì a Melbourne il record di vittorie Slam nell'era Open, conquistando il sigillo numero 23 in finale contro sua sorella Venus. L'americana aveva raggiunto anche altre tre finali, vincendone due (2010, 2015). Nell'edizione 2011 la belga Kim Clijsters conquistò l'ultimo Major della sua carriera, mentre le due edizioni successive vennero segnate dai trionfi della bielorussa Victoria Azarenka. Memorabile la finale del 2016, in cui Angelique Kerber conquistò il trofeo, interrompendo una striscia di 8 finali Slam vinte consecutivamente da Serena Williams. Nel 2019 Đoković si impose in finale su Nadal, entrando nella storia come l'uomo con più titoli dell'Australian Open (7), superando Federer e Roy Emerson.

### Gli anni 2020
Nel 2020 Novak Đoković vince il titolo nel maschile e replica lo stesso risultato anche l'anno successivo in un'edizione caratterizzata dalle misure restrittive per via della pandemia di covid-19, con i tennisti obbligati a passare un periodo di quarantena in alberghi e il Grande Slam spostato al mese di febbraio. Tra le donne Naomi Ōsaka si mette in evidenza con i trionfi del 2019 e del 2021, mentre Kenin si aggiudica l'edizione 2020. Il 2022 vede primeggiare Nadal in un'edizione caratterizzata ancora dalle misure di contenimento della pandemia di covid-19, in cui è stato escluso Djokovic per vicende legali-sanitarie, Nell'edizione femminile, dopo 43 anni, ritorna al successo un'australiana, Ashleigh Barty, alla sua ultima partita della carriera. Nel 2023 vengono rimosse le restrizioni dovute al covid-19. e il titolo viene vinto per la 10ª volta, record, da Đoković. Nel 2024, si aggiudica il titolo Jannik Sinner alla sua prima volta in Australia e in un torneo dello Slam, diventando il primo tennista italiano a vincere lo slam australiano nel singolare. Nel 2025 Sinner si conferma campione. Tra le donne, le ultime edizioni vedono l'affermazione di Aryna Sabalenka come protagonista del torneo. Raggiunge la finale per tre anni di fila, vincendo le prime due, nel 2023 e 2024, ma perdendo quella del 2025 contro Madison Keys, che conquista il suo primo titolo Slam. 

### Il problema della data
Prima di trasferirsi al Melbourne Park, l'Australian Open non aveva una data fissa, in particolare nei primi anni a causa del clima. Per esempio, subito dopo la prima guerra mondiale, nel 1919 il torneo si svolse nel mese di gennaio e il torneo di Brisbane si disputò ad agosto, quando il clima non era troppo caldo e umido. Dopo un primo torneo svoltosi nel dicembre del 1976, gli organizzatori scelsero di spostare il successivo torneo in avanti di un paio di giorni, poi un secondo torneo fu giocato nel 1977 (finito il 31 dicembre), ma questo fallì il suo proposito di attrarre i migliori giocatori del mondo. Dal 1982 al 1985 il torneo si svolse a metà dicembre; poi si decise di spostare il successivo torneo a metà gennaio 1987, e quindi non si disputò il torneo nel 1986. Dal 1987 la data degli Australian Open non è più cambiata. Tuttavia, alcuni giocatori, tra cui Roger Federer e Rafael Nadal, hanno detto che il torneo si tiene troppo presto, dopo le vacanze di Natale e Capodanno, e, per far in modo che i giocatori raggiungano la loro miglior forma, hanno espresso il desiderio di far slittare la data di inizio del torneo a febbraio.

## Montepremi
Il montepremi del 2024 ha ricevuto un aumento rispetto all'edizione precedente, raggiungendo la cifra record di 86.500.000 A$.
| Torneo    | V            | F            | SF         | QF         | 4T         | 3T         | 2T         | 1T         | Q | Q3        | Q2        | Q1        |
| Singolare | 3.150.000 A$ | 1.725.000 A$ | 990.000 A$ | 600.000 A$ | 375.000 A$ | 255.000 A$ | 180.000 A$ | 120.000 A$ | - | 65.000 A$ | 44.100 A$ | 31.250 A$ |
| Doppio    | 730.000 A$   | 400.000 A$   | 227.500 A$ | 128.000 A$ | 75.000 A$  | 53.000 A$  | 36.000 A$  | -          | - | -         | -         | -         |
| Misto     | 165.000 A$   | 94.000 A$    | 50.000 A$  | 26.500 A$  | 13.275 A$  | 6.900 A$   | -          | -          | - | -         | -         | -         |

Nota: un dollaro australiano equivale circa a 0,61 € (dati di gennaio 2024).

## Punti del ranking
| Evento    | Evento    | V    | F    | SF  | QF  | 4T  | 3T  | 2T | 1T | Q  | Q3 | Q2 | Q1 |
| Singolare | Punti (M) | 2000 | 1300 | 800 | 400 | 200 | 100 | 50 | 10 | 25 | 16 | 8  | 0  |
| Singolare | Punti (F) | 2000 | 1300 | 780 | 430 | 240 | 130 | 70 | 10 | 40 | 30 | 20 | 2  |
| Doppio    | Punti (M) | 2000 | 1200 | 720 | 360 | 180 | 90  | 0  | -  | -  | -  | -  | -  |
| Doppio    | Punti (F) | 2000 | 1300 | 780 | 430 | 240 | 130 | 10 | -  | -  | -  | -  | -  |

## Albo d'oro
- Singolare maschile - Norman Brookes Challenge Cup.
- Singolare femminile - Daphne Akhurst Memorial Cup.
- Doppio maschile
- Doppio femminile
- Doppio misto
- Torneo juniores

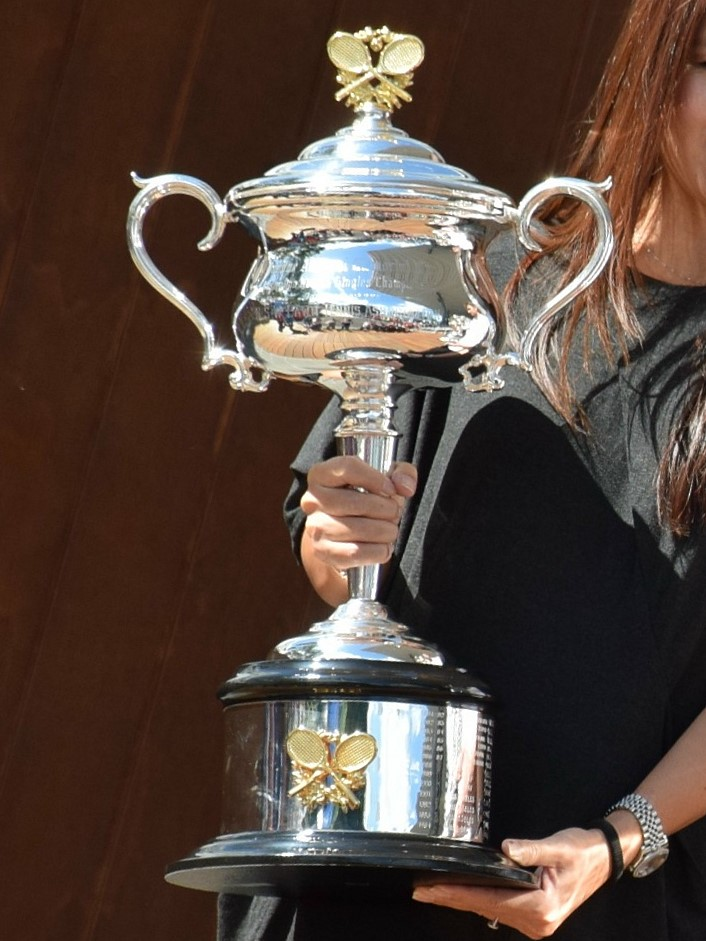
Daphne Akhurst Memorial Cup, trofeo femminile
Norman Brookes Challenge Cup, trofeo maschile

### Tennisti più vittoriosi nel singolare
| Nome           | Nazione     | Primo titolo | Vittorie |
| -------------- | ----------- | ------------ | -------- |
| Novak Đoković  | Serbia      | 2008         | 10       |
| Roy Emerson    | Australia   | 1961         | 6        |
| Roger Federer  | Svizzera    | 2004         | 6        |
| Jack Crawford  | Australia   | 1931         | 4        |
| Ken Rosewall   | Australia   | 1953         | 4        |
| Andre Agassi   | Stati Uniti | 1995         | 4        |
| James Anderson | Australia   | 1922         | 3        |
| Adrian Quist   | Australia   | 1936         | 3        |
| Rod Laver      | Australia   | 1960         | 3        |
| Mats Wilander  | Svezia      | 1983         | 3        |

### Tenniste più vittoriose nel singolare
| Nome                 | Nazione     | Primo titolo | Vittorie |
| -------------------- | ----------- | ------------ | -------- |
| Margaret Smith Court | Australia   | 1960         | 11       |
| Serena Williams      | Stati Uniti | 2003         | 7        |
| Nancye Wynne Bolton  | Australia   | 1937         | 6        |
| Daphne Akhurst       | Australia   | 1925         | 5        |
| Evonne Goolagong     | Australia   | 1974         | 4        |
| Steffi Graf          | Germania    | 1988         | 4        |
| Monica Seles         | Stati Uniti | 1991         | 4        |
| Joan Hartigan        | Australia   | 1933         | 3        |
| Martina Navrátilová  | Stati Uniti | 1981         | 3        |
| Martina Hingis       | Svizzera    | 1997         | 3        |

## Record
| Uomini dal 1905                                              |                                                                                  |                                                                       |                                                                                      |                                                                                             |                          |                          |
| Maggior numero di titoli nel singolare maschile              | Prima del 1969:                                                                  | Roy Emerson                                                           | 6                                                                                    | 1961, 1963, 1964, 1965, 1966, 1967                                                          |                          |                          |
| Maggior numero di titoli nel singolare maschile              | Dopo il 1968:                                                                    | Novak Đoković                                                         | 10                                                                                   | 2008, 2011, 2012, 2013, 2015, 2016, 2019, 2020, 2021, 2023                                  |                          |                          |
| Maggior numero di titoli consecutivi nel singolare maschile  | Prima del 1969:                                                                  | Roy Emerson                                                           | 5                                                                                    | 1963, 1964, 1965, 1966, 1967                                                                |                          |                          |
| Maggior numero di titoli consecutivi nel singolare maschile  | Dopo il 1968:                                                                    | Novak Đoković                                                         | 3                                                                                    | 2011, 2012, 2013 e 2019, 2020, 2021                                                         |                          |                          |
| Maggior numero di titoli nel doppio maschile                 | Prima del 1969:                                                                  | Adrian Quist                                                          | 10                                                                                   | 1936, 1937, 1938, 1939, 1940, 1946, 1947, 1948, 1949, 1950                                  |                          |                          |
| Maggior numero di titoli nel doppio maschile                 | Dopo il 1968:                                                                    | Bob Bryan e Mike Bryan                                                | 6                                                                                    | 2006, 2007, 2009, 2010, 2011, 2013                                                          |                          |                          |
| Maggior numero di titoli consecutivi nel doppio maschile     | Prima del 1969:                                                                  | Adrian Quist                                                          | 10                                                                                   | 1936, 1937, 1938, 1939, 1940, 1946, 1947, 1948, 1949, 1950 (Dal 1941 al 1945 nessun torneo) |                          |                          |
| Maggior numero di titoli consecutivi nel doppio maschile     | Dopo il 1968:                                                                    | Bob Bryan e Mike Bryan                                                | 3                                                                                    | 2009, 2010, 2011                                                                            |                          |                          |
| Maggior numero di titoli nel doppio misto - Uomini           | Prima del 1969:                                                                  | Harry Hopman Colin Long                                               | 4                                                                                    | 1930, 1936, 1937, 1939 1940, 1946, 1947, 1948                                               |                          |                          |
| Maggior numero di titoli nel doppio misto - Uomini           | Dopo il 1968:                                                                    | Jim Pugh                                                              | 3                                                                                    | 1988, 1989, 1990                                                                            |                          |                          |
| Maggior numero di titoli totali - Uomini                     | Prima del 1969:                                                                  | Adrian Quist                                                          | 13                                                                                   | 1936-1950 (3 singolare, 10 doppio maschile, 0 doppio misto)                                 |                          |                          |
| Maggior numero di titoli totali - Uomini                     | Dopo il 1968:                                                                    | Novak Đoković                                                         | 10                                                                                   | 2008 - 2023 (10 singolari)                                                                  |                          |                          |
| Donne dal 1922                                               |                                                                                  |                                                                       |                                                                                      |                                                                                             |                          |                          |
| Maggior numero di titoli nel singolare femminile             | Prima del 1969:                                                                  | Margaret Court                                                        | 7                                                                                    | 1960, 1961, 1962, 1963, 1964, 1965, 1966                                                    |                          |                          |
| Maggior numero di titoli nel singolare femminile             | Dopo il 1968:                                                                    | Serena Williams                                                       | 7                                                                                    | 2003, 2005, 2007, 2009, 2010, 2015, 2017                                                    |                          |                          |
| Maggior numero di titoli consecutivi nel singolare femminile | Dopo il 1968:                                                                    |                                                                       |                                                                                      |                                                                                             |                          |                          |
| Prima del 1969:                                              | Margaret Court                                                                   | 7                                                                     | 1960, 1961, 1962, 1963, 1964, 1965, 1966                                             |                                                                                             |                          |                          |
| Dopo il 1968:                                                | Margaret Court Evonne Goolagong Cawley Steffi Graf / Monica Seles Martina Hingis | 3                                                                     | 1969, 1970, 1971 1974, 1975, 1976 1988, 1989, 1990 1991, 1992, 1993 1997, 1998, 1999 |                                                                                             |                          |                          |
| Maggior numero di titoli nel doppio femminile                |                                                                                  |                                                                       |                                                                                      |                                                                                             |                          |                          |
| Prima del 1969:                                              | Thelma Coyne Long                                                                | 12                                                                    | 1936, 1937, 1938, 1939, 1940, 1947, 1948, 1949, 1951, 1952, 1956, 1958               |                                                                                             |                          |                          |
| Dopo il 1968:                                                | / Martina Navrátilová                                                            | 8                                                                     | 1980, 1982, 1983, 1984, 1985, 1987, 1988, 1989                                       |                                                                                             |                          |                          |
| Maggior numero di titoli consecutivi nel doppio femminile    |                                                                                  |                                                                       |                                                                                      |                                                                                             |                          |                          |
| Prima del 1969:                                              | Thelma Coyne Long Nancye Wynne Bolton                                            | 5                                                                     | 1936, 1937, 1938, 1939, 1940                                                         |                                                                                             |                          |                          |
| Dopo il 1968:                                                | / Martina Navrátilová Pam Shriver                                                | 7                                                                     | 1982, 1983, 1984, 1985, 1987, 1988, 1989                                             |                                                                                             |                          |                          |
| Maggior numero di titoli nel doppio misto - Donne            | Prima del 1969:                                                                  | Daphne Akhurst Nell Hall Hopman Nancye Wynne Bolton Thelma Coyne Long | 4                                                                                    | 1924, 1925, 1928, 1929 1930, 1936, 1937, 1939 1940, 1946, 1947, 1948 1951, 1952, 1954, 1955 |                          |                          |
| Maggior numero di titoli nel doppio misto - Donne            | Dopo il 1968:                                                                    | Jana Novotná Larisa Neiland                                           | 2                                                                                    | 1988, 1989 1994, 1996                                                                       |                          |                          |
| Maggior numero di titoli totali - Donne                      | Prima del 1969:                                                                  | Nancye Wynne Bolton                                                   | 20                                                                                   | 1936-1952 (6 singolare, 10 doppio femminile, 4 doppio misto)                                |                          |                          |
| Maggior numero di titoli totali - Donne                      | Dopo il 1968:                                                                    | / Martina Navrátilová                                                 | 12                                                                                   | 1980-2003 (3 singolare, 8 doppio femminile, 1 doppio misto)                                 |                          |                          |
| Vari                                                         |                                                                                  |                                                                       |                                                                                      |                                                                                             |                          |                          |
| I vincitori più giovani                                      | Singolare maschile:                                                              | Ken Rosewall                                                          | 18 anni e 2 mesi (1953)                                                              | 18 anni e 2 mesi (1953)                                                                     | 18 anni e 2 mesi (1953)  | 18 anni e 2 mesi (1953)  |
| I vincitori più giovani                                      | Doppio maschile:                                                                 | Lew Hoad                                                              | 18 anni e 2 mesi (1953)                                                              | 18 anni e 2 mesi (1953)                                                                     | 18 anni e 2 mesi (1953)  | 18 anni e 2 mesi (1953)  |
| I vincitori più giovani                                      | Doppio femminile:                                                                | Mirjana Lučić-Baroni                                                  | 15 anni e 10 mesi (1998)                                                             | 15 anni e 10 mesi (1998)                                                                    | 15 anni e 10 mesi (1998) | 15 anni e 10 mesi (1998) |
| I vincitori più giovani                                      | Singolare femminile:                                                             | Martina Hingis                                                        | 16 anni e 4 mesi (1997)                                                              | 16 anni e 4 mesi (1997)                                                                     | 16 anni e 4 mesi (1997)  | 16 anni e 4 mesi (1997)  |
| I vincitori più vecchi                                       | Singolare maschile:                                                              | Ken Rosewall                                                          | 37 anni e 8 mesi (1972)                                                              | 37 anni e 8 mesi (1972)                                                                     | 37 anni e 8 mesi (1972)  | 37 anni e 8 mesi (1972)  |
| I vincitori più vecchi                                       | Doppio maschile:                                                                 | Norman Brookes                                                        | 46 anni e 2 mesi (1924)                                                              | 46 anni e 2 mesi (1924)                                                                     | 46 anni e 2 mesi (1924)  | 46 anni e 2 mesi (1924)  |
| I vincitori più vecchi                                       | Doppio femminile:                                                                | Thelma Coyne Long                                                     | 37 anni e 7 mesi (1956)                                                              | 37 anni e 7 mesi (1956)                                                                     | 37 anni e 7 mesi (1956)  | 37 anni e 7 mesi (1956)  |
| I vincitori più vecchi                                       | Singolare femminile:                                                             | Thelma Coyne Long                                                     | 35 anni e 8 mesi (1954)                                                              | 35 anni e 8 mesi (1954)                                                                     | 35 anni e 8 mesi (1954)  | 35 anni e 8 mesi (1954)  |
| I vincitori più vecchi                                       | Doppio misto (uomini):                                                           | Horace Rice                                                           | 52 anni (1923)                                                                       | 52 anni (1923)                                                                              | 52 anni (1923)           | 52 anni (1923)           |
| I vincitori più vecchi                                       | Doppio misto (donne):                                                            | Martina Navrátilová                                                   | 46 anni e 3 mesi (2003)                                                              | 46 anni e 3 mesi (2003)                                                                     | 46 anni e 3 mesi (2003)  | 46 anni e 3 mesi (2003)  |
| Match più lungo                                              | Match più lungo                                                                  | Novak Đoković vs Rafael Nadal                                         | 5 ore e 53 minuti                                                                    | 2012 (finale)                                                                               |                          |                          |